# Campionati del mondo di ciclismo su pista 1984
I Campionati del mondo di ciclismo su pista 1984 si svolsero a Barcellona, in Spagna.

## Medagliere
| Posiz. | Nazione          | Oro | Argento | Bronzo | Totale |
| ------ | ---------------- | --- | ------- | ------ | ------ |
| 1      | Svizzera         | 2   | 1       | 1      | 4      |
| 2      | Germania Ovest   | 2   | 0       | 2      | 4      |
| 3      | Stati Uniti      | 2   | 0       | 0      | 2      |
| 4      | Giappone         | 1   | 0       | 0      | 1      |
| 4      | Danimarca        | 1   | 0       | 0      | 1      |
| 4      | Paesi Bassi      | 1   | 0       | 0      | 1      |
| 7      | Italia           | 0   | 3       | 2      | 5      |
| 8      | Francia          | 0   | 2       | 1      | 3      |
| 9      | Australia        | 0   | 1       | 0      | 1      |
| 9      | Regno Unito      | 0   | 1       | 0      | 1      |
| 9      | Unione Sovietica | 0   | 1       | 0      | 1      |
| 12     | Belgio           | 0   | 0       | 2      | 2      |
| 13     | Cina             | 0   | 0       | 1      | 1      |
|        | Totale           | 9   | 9       | 9      | 27     |